# PCR (Petroquímica Comodoro Rivadavia)

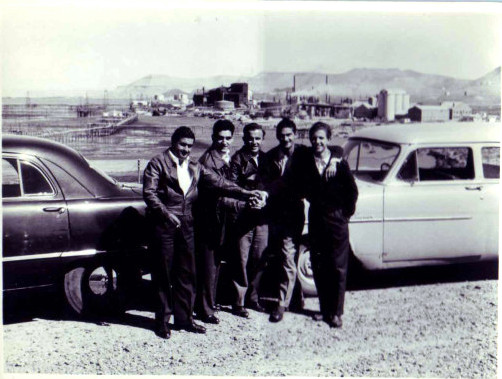
Grupo de amigos con las antiguas instalaciones de Petroquímica que incluían destilería y plata de zinc

PCR, anteriormente conocida como Petroquímica Comodoro Rivadavia, es una empresa privada centenaria argentina. Posee su sede principal en Comodoro Rivadavia y cuenta con presencia internacional en varios países de América.  

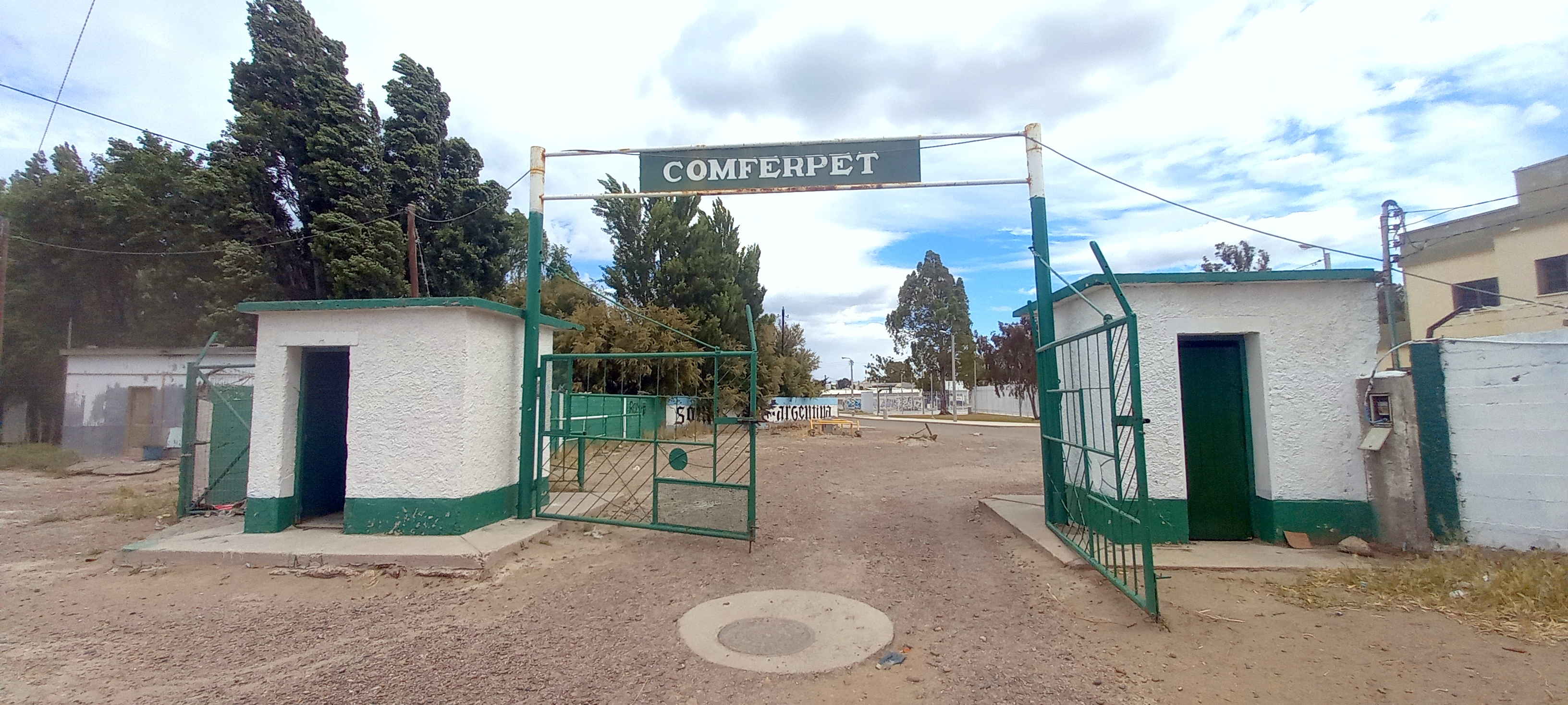
Cartel en club Petroquímica con la antigua denominación del barrio, club y la empresa histórica

Su fundación en 1921 la convierte hoy en la segunda empresa más antigua de la industria petrolera de Argentina. Ostenta también ser el mayor exportador de cemento y el segundo productor energías renovables en Argentina.

## Historia

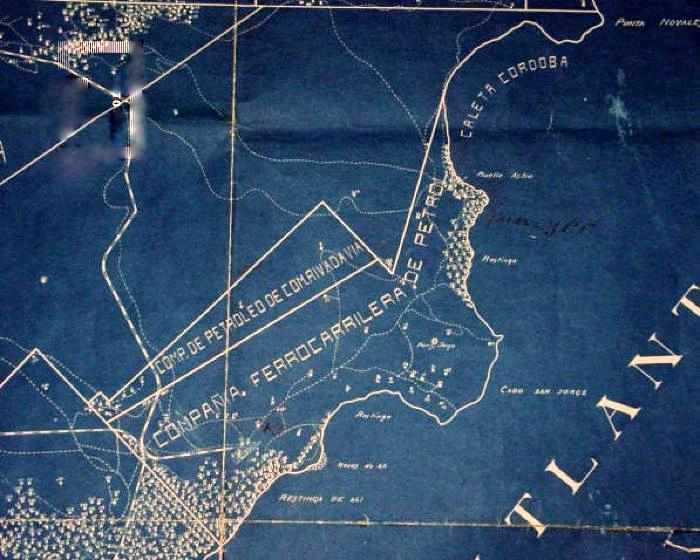
Detalle del Yacimiento de COMFERPET atravesado por diferentes caminos y las vías del ferrocarri. Se muestra la vía principal con su empalme hacia Astra y el desvío a kilómetro 8 que esta empresa construyó

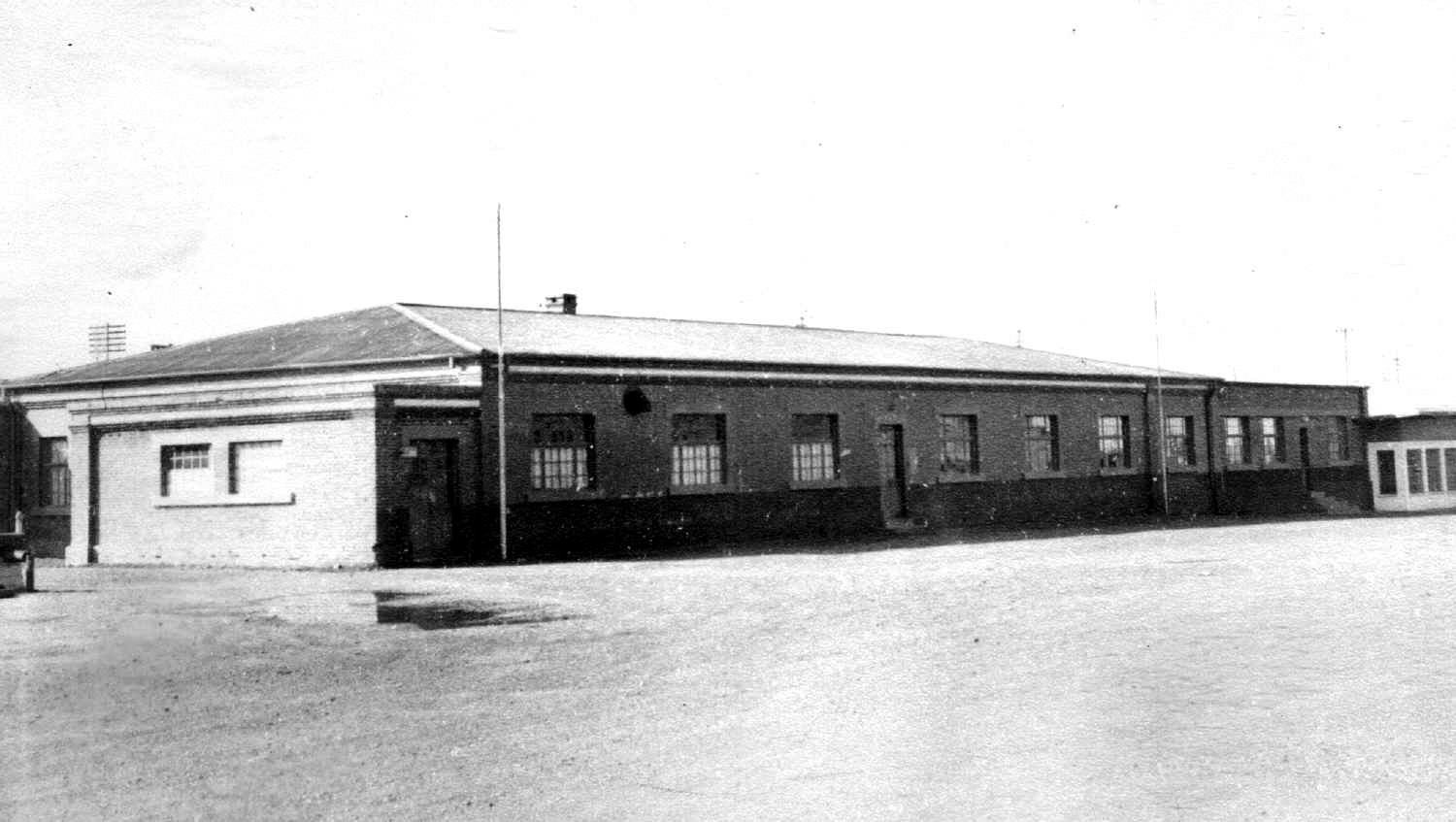
administración de la CONFERPET

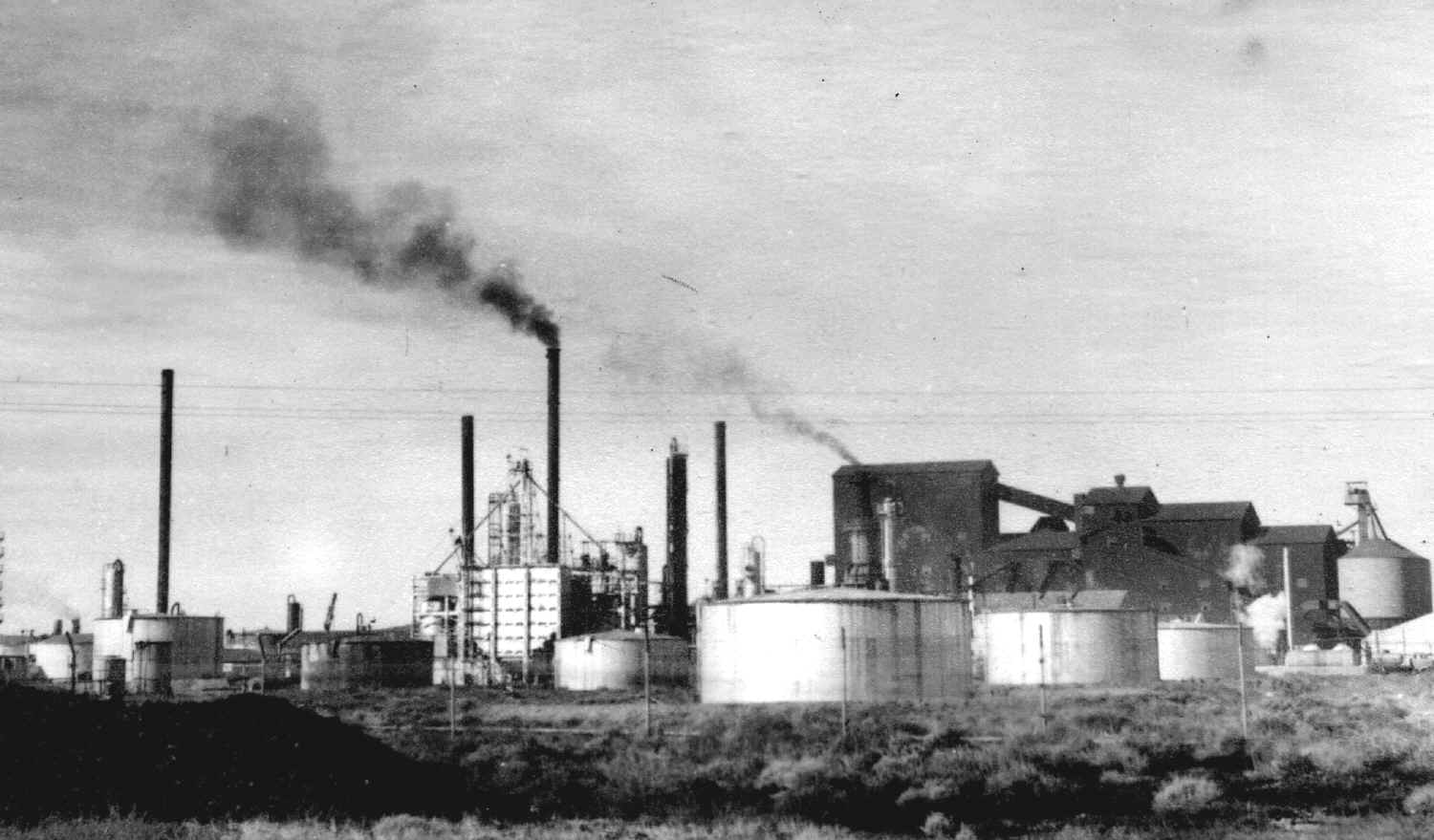
Polo industrial en el predio que hoy ocupa la cementera. En primer plano los tanques de la refinería de la empresa Astrasur. Atrás se aprecia (de color negro) la Planta de zinc de la empresa Compañía Metalúrgica Austral Argentina SAICF (CMAA)

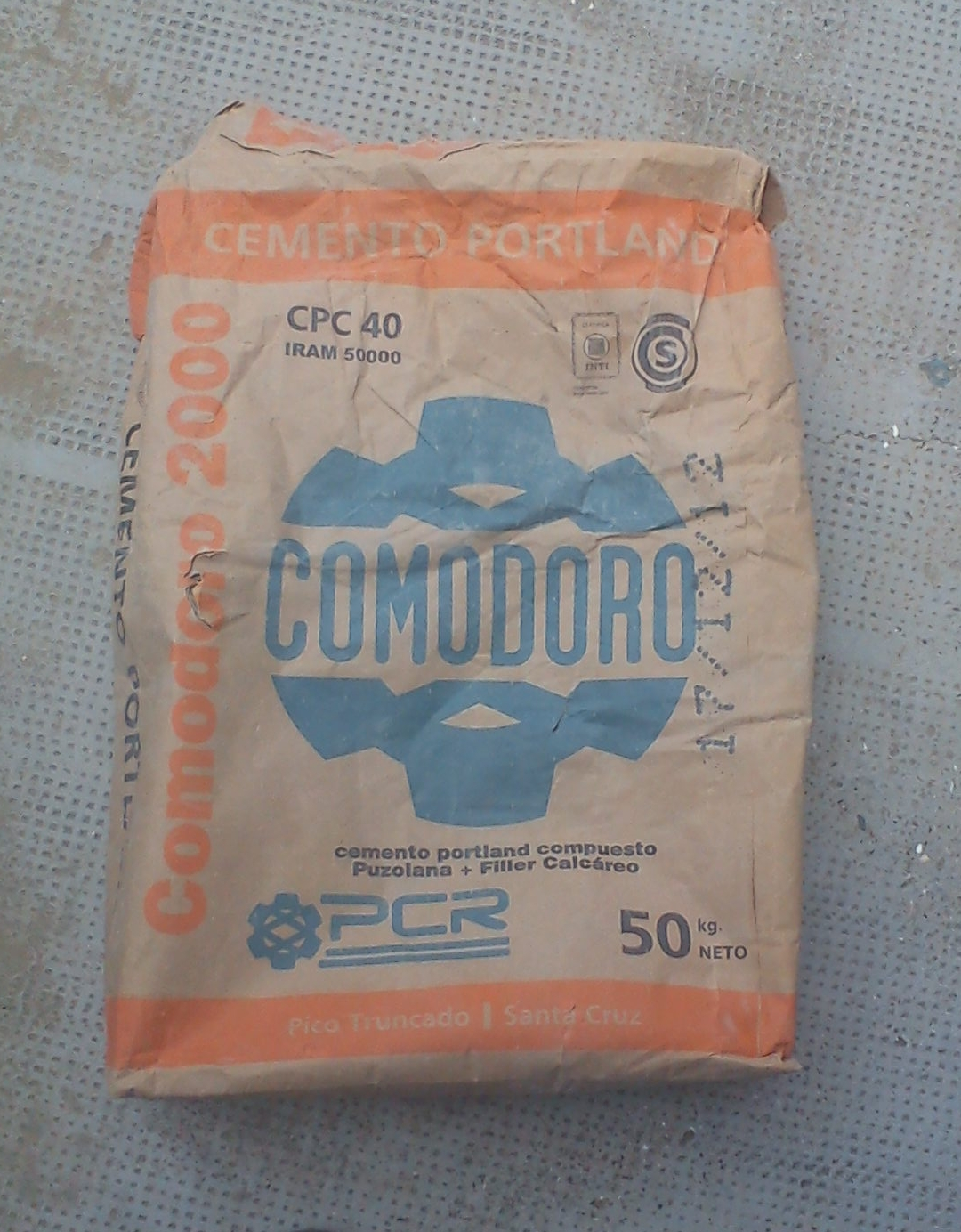
Paquete abierto de Cementos Comodoro fabricado en la planta de Pico Truncado.

PCR inició sus actividades en 1919 bajo el nombre de «Compañía Ferrocarrilera de Petróleo», como empresa subsidiaria de los Ferrocarriles Sud y Oeste —Roca y Sarmiento— para el abastecimiento de combustible de las locomotoras Ferrocarril de Comodoro Rivadavia y el Ferrocarril Patagónico. Los Capital inglés Sud, Pacífico y Oeste participaron en la Compañía Ferrocarrilera de Petróleo, que se instaló a 8 kilómetros (hoy barrio Don Bosco) al norte de Comodoro Rivadavia, en la zona asignada a la Compañía Argentina de Comodoro Rivadavia, de la cual obtiene la concesión. Para el cumplimiento de esta tarea se instaló una refinería. No obstante, la actividad oficial empieza en 1921.
Para llevar sus operaciones  a cabo la compañía construyó un desvío particular de 1.900 metros de longitud el cual iniciaba en el empalme Astra y culminaba en su predio. Años después este desvió se volvió una línea del ferrocarril de Comodoro y llegó a contar con  la categoría de embarcadero Comferpet  con gran utilidad para sus cargas y el transporte de pasajeros a la fábrica y el mismo barrio.
En 1922 sufrió una dura huelga de sus trabajadores. Mientras que en 1932 se declaró una nueva huelga que luego se extendió a otras compañías. La empresa Ferrocarrilera defendió sus instalaciones con un buque inglés. Se produjo una fuerte represión y resultaron deportados muchos trabajadores extranjeros.
El 15 de diciembre de 1924 es otra fecha fundamental para la compañía y la ciudad, ya que se fundó el Club Recreativo y Deportivo Comferpet. La institución era representativa de la compañía inglesa Ferro-Carrilera de petróleo, con empleados que buscaron un espacio para la recreación y todo comenzó con el fútbol. En el año 1930, se le aceptó la afiliación en la Liga de Fútbol de Comodoro Rivadavia. Actualmente el club continua compitiendo en la misma y es el único club en la ciudad que reúne fútbol, básquet, balonmano, hockey, arquería y en los últimos tiempos el pádel.
Hacia 1926 se dio inicio a las operaciones de su destilería. En ella se elaboraron dos tipos de petróleo: “el de Manantial Rosales” y “Crudo Zona Central Ferrocarrilera, Zona Central YPF y Escalante YPF”. Esta planta que llegó a procesar 750 m3/día de petróleo convirtiéndolo en moto-nafta y fuel oil, que se embarcaba a Buenos Aires, La Plata y Bahía Blanca.
A lo largo de su existencia aportó  mejoras para el barrio que la circunda. En claro ejemplo es que antes de la Segunda Guerra Mundial, previendo la falta de caucho que se aproximaba, asfalta todos los caminos de su zona para un mejor mantenimiento de los vehículos.
En 1945 se inauguró el Cine y Teatro Conferpet, de líneas modernistas para el entretenimiento de los trabajadores. Tras la nacionalización de los ferrocarriles en 1946, impuesta durante el mandato de Perón, la empresa fue administrada por el Estado Nacional hasta 1978, cuando se clausura el ferrocarril y la empresa fue privatizada. La compañía, 1948, abrió un lavadero de lanas e ingresa numeroso personal femenino.
Durante el periodo estatal la empresa pasó en 1950 a incorporarse al grupo de empresas de la Dirección Nacional de Industrias del Estado (DINE). Por esto, sufrió su primer cambio de nombre con «Petroquímica Empresa Nacionalizada». En tanto, para 1951 su destilería entró en pleno funcionamiento. En sus diferentes producciones se obtenía una gran variedad de derivados del petróleo: asfalto, gas oil, naftas, entre otros. Incluso, en esta planta se llegó a elaborar cokeo esencial para elaborar el combustible para los aviones a reacción. Su comercialización estaba a cargo de las empresas Astra e YPF. 
Por otro lado, en abril de 1951 se produjo la primera colada de zinc en su planta, que luego sería privatizada bajo el nombre de Compañía Metalúrgica Austral de Comodoro Rivadavia. Para iniciar la puesta en marcha de la planta se contrató a un ingeniero francés que fue ayudado por personal extranjero de la compañía que dominaba su idioma. En 1957 se la describe en un informe del ferrocarril Patagónico. Aclarándose que el producto era elaborado con materia prima que provenía de la provincia de Jujuy. El mismo se producía en lingotes para salir rumbo norte por vía marítima. En 1964 la planta ya estaba en declive y trabajaba muy por debajo de su capacidad instalada. Para el 30 de noviembre 140 obreros paralizaron la planta en reclamo de haberes atrasados, pero son despedidos. En febrero de 1965 los mismos extrabajadores toman la planta y sobrepasan en 10 veces la producción pequeña que se venía manteniendo de modo pacífico. El gobernador Roque González intervino y muchos sindicatos se solidarizan, pero la huelga fracasó sin resultados. Finalmente, el 2 de enero de 1980 se realizó el último turno trabajando y se cesó el funcionamiento de la planta. Los empleados fueron despedidos o jubilados.
Para 1952 la empresa empezó su producción cementera en Comodoro que en los sucesivos años terminaría liderando la fabricación de cementos en la Patagonia. Su producción sería en un principio de 7.000 toneladas al año. La empresa inició su notoriedad al participar de la obra hidráulica del dique Florentino Ameghino que comenzó en el año 1950. El ente de Agua y Energía Eléctrica contrató el cemento producido por Petroquímica. Los trenes transportaron todo el material producido en proximidades del embarcadero de la empresa. El viaje iniciaría en el embarcadero de kilómetro 8, rumbo sur al puerto y desde allí a Madryn, para luego ser llevado por el ferrocarril Central del Chubut hasta el 
dique. La obra finalizó en 1963 y la construcción demandó más de 1500 toneladas de cemento.
En 1970 todas las instalaciones de su destilería fueron vendidas a la empresa Astra dando inicio a Astrasur S.A. La compañía se consolidaría en 1971 y mantendría su producción. La planta llegó a procesar 1300 m3 de petróleo crudo de Manantial Rosales y de la zona central ferrocarrilera, zona central YPF y Escalante YPF. Estas naftas eran también vendidas en latas de 10 o 15 litros. Lamentablemente, el 23 de julio de 1982 sufrió un grave incendio que mató a un operario y la destruyó parcialmente. Para 1984 la intención de la empresa fue reactivar la destilería. Sin embargo, la inversión rondaba los 4 millones de dólares y fue imposible afrontarla. Luego de tres años la planta fue desguazada y sus restos vendidos como chatarra. A pesar  de ser la refinería que más duro, puso fin a esta actividad en la ciudad petrolera que actualmente no tiene instalaciones semejantes para procesar su petróleo.
Tras un intenso estudio iniciado en los años 1970 realizado por el estado provincial, la factibilidad de instalación de una cementera en Truncado tuvo éxito por los ricos yacimientos de piedra caliza. El yacimiento se localiza en la estancia Los Claveles. Cubre 100 ha. y sobre la base de los distintos estudios, las reservas positivas serían de entre 20 y 30,6 millones de toneladas que se corresponden con la cantidad de material existente desde el frente de los afloramientos hasta una línea imaginaria ubicada a diez o cincuenta metros de frente del yacimiento según los distintos estudios. 
En 1971 la empresa inició la venta de sus viviendas al personal que las ocupaba y terminó con los servicios que proveía. Unos 720 obreros y empleados se convirtieron así en propietarios. Esto se enmarcó en el plan de desarticulación de campamentos que comandaba YPF.

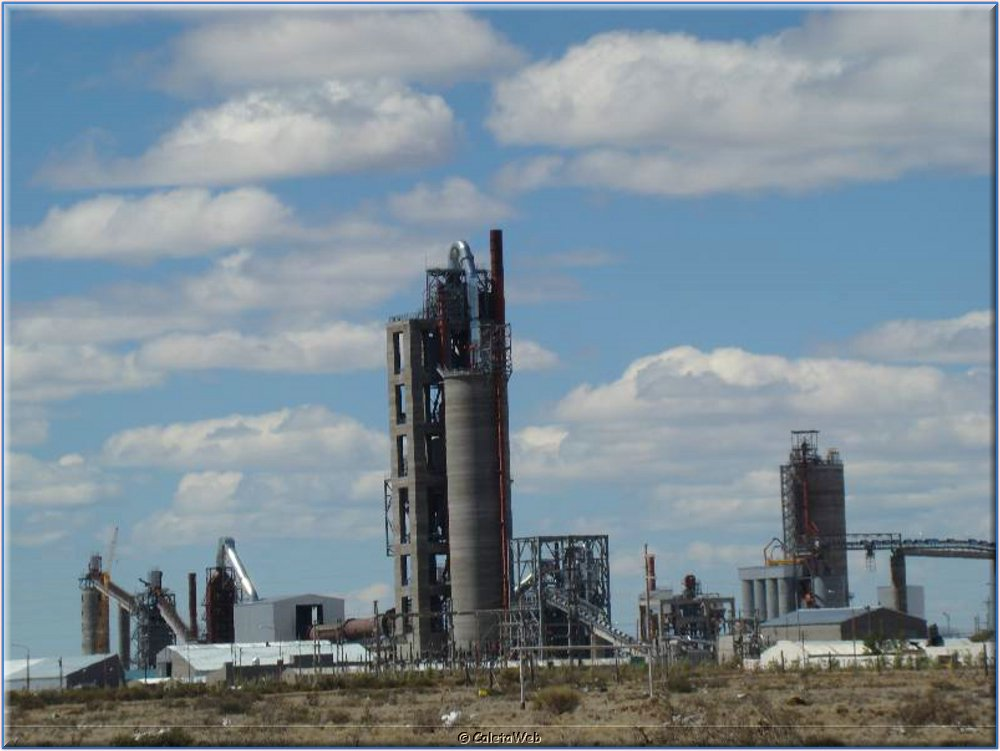
La cementera de Pico Truncado.

El primer proceso de privatización inició en 1973 por el Decreto Ley N.º 20 389 la empresa se convirtió en Petroquímica Comodoro Rivadavia Sociedad Anónima. La composición se componía de capital del estado nacional, la Provincia de Chubut y el personal de la empresa.
En 1975 los empleados lograron un convenio colectivo con muchas ventajas que duró hasta el inicio de la dictadura cuando fue suspendido. Para 1987 los obreros iniciaron un plan de lucha que abogó por restituir el convenio y lograr un aumento del 100% de sueldo. El CEO no cedió y para 1988 se anunció un paro de las actividades. Sin embargo, el ejecutivo terminó desvinculando a 326 obreros que se adhirieron al paro. El resultado fue un acampe de 110 días en la entrada a la empresa. El ministerio de trabajo de la nación intentó sin existo solucionar el conflicto. PCR se quedó firme en su postura y el reclamo se judicializó sin resultado claro para el año 2000.
Con el golpe de Estado del Proceso de Reorganización Nacional la política económica argentina efectuó un giro rotundo, debido a la grave crisis económica del Rodrigazo vivida durante el gobierno peronista. El estado empezó su retirada lenta, con el esfuerzo de reducir su alto déficit fiscal en procura de lograr vencer la larga y dura inflación en Argentina. Por ello, el estado vende toda su participación estatal en la empresa. En sintonía con esta dura política económica de recorte del extenso gasto público, el presidente de facto Jorge Videla; por asesoría de Martínez de Oz, decretó el cierre total en 1978 del ferrocarril  al que servía. Desde esos años su nombre ya no tenía justificación. De esta manera, su nombre anterior de COMFERPET fue suprimido del todo por su nombre a Petroquímica hacia 1979, en correlato con los nuevos capitales conformados. Este cambio también afectó al equipo de fútbol de la compañía que dejó de tener su tradicional denominación.
Ya con la empresa privatizada y el cese de operaciones del ferrocarril, el 23 de junio de 1980, su entonces presidente Pedro César Brandi acordó con el jefe del Estado Mayor General del Ejército Argentino, general de división José Antonio Vaquero la transferencia gratuita del hospital al Ejército Argentino. El entonces hospital COMFERPET fue una de las mayores donaciones vistas en Comodoro y hoy pasó a llamarse Hospital Militar Regional Comodoro Rivadavia.
Como año de quiebre se señala a 1988, cuando se incorpora un nuevo horno y sumando tres hornos. Gracias a esto, se llegó a una producción de 950 toneladas de cemento por día.
Desde 1990 y 1992 la empresa inició  operaciones en las áreas petroleras El Sosneado en Mendoza y El Medanito en La Pampa. Ambas continúan operando en la actualidad.
En 1997 la empresa se deshizo de las áreas petroleras históricas en Comodoro; vendió su planta deshidratadora a Bella Vista Oeste S.A. (Roch S.A.) y sus yacimientos Don Alberto y Don Ernesto en inmediaciones de los barrios Laprida y Manantial Rosales a EPP Petróleo.
El fin de siglo vio la empresa expandirse internacionalmente, ya que través de Petroriva, ingresó al mercado ecuatoriano con participación del 40% en los campos de petróleo ¨Palanda¨ y ¨Pindo¨. Esta participación vería en 2014 la adquisición total de la participación accionaria de sus socios pasando a poseer el 100% de los activos.
El 4 de mayo de 2005, en un acto presidido por Néstor Kirchner, y con la presencia del gobernador de Santa Cruz, Sergio Acevedo, se firmó en el Salón Sur de la Casa Rosada el acta de inicio de los trabajos de construcción de la cementera de Pico Truncado, cuyo presupuesto oficial era de 55 millones de dólares. El Estado santacruceño, mediante la constitución de un fideicomiso, financiaba hasta el 70 % de la obra con dinero proveniente de los fondos depositados en el exterior, y el treinta por ciento restante sería aportado por la empresa.
En 2007, la asamblea de accionistas aprobó un aumento de capital social de 930 millones de pesos, así como la solicitud de cotización en bolsa de valores.
Para ese mismo año el municipio de Comodoro detectó un gravísimo problema ambiental en el predio de Petroquímica. Se halló un derrame importante en el oleoducto de 6” que comunica los yacimientos de Valle C con la planta deshidratadora. El problema habría surgido por el abandono de la empresa que compró esta infraestructura Petroquímica para luego dejarla descartada. El derrame constante de petróleo es a través de ductos, cañerías aéreas y bajo tierra. En la zona costera se pudo observar el afloramiento de líquidos hidrocarburíferos en el acantilado y playa. Petroquímica es dueño de la tierra donde está la planta abandonada. Sin embargo, negó responsabilidades en el caso, pero aportó información relacionada únicamente con el trámite de venta, atribuyéndole responsabilidad a Roch y planteando que los organismos de control intimen por vía judicial, el cumplimiento de sus obligaciones ambientales. Es el mayor caso grave no resuelto ambiental de Comodoro y del que no se tiene solución por vías normales.
En 2008 se inauguró la planta cementera de Pico Truncado. Esta nueva planta se construyó gracias a fondos ahorrados de la Provincia de Santa Cruz, con aproximadamente USD 38 500 000 fueron aportados a un emprendimiento de USD 142 000 000, un valor mucho más alto que el presupuestado. Desde la inauguración de esta planta clave la empresa ganó el título de mayor exportador de cemento del país.
A partir de la apertura de la fábrica de Truncado el esquema de producción de Petroquímica cambió radicalmente. La molienda básica pasó a Pico Truncado. Mientras que para atacar los picos de demanda se utiliza desde entonces la planta de Comodoro Rivadavia. Para este proceso utiliza cerca de 80 camiones diarios desde Pico Truncado hacia Comodoro Rivadavia y desde la cantera de truncado hasta la Planta Cementera se utilizarán cerca de 25 camiones diarios.

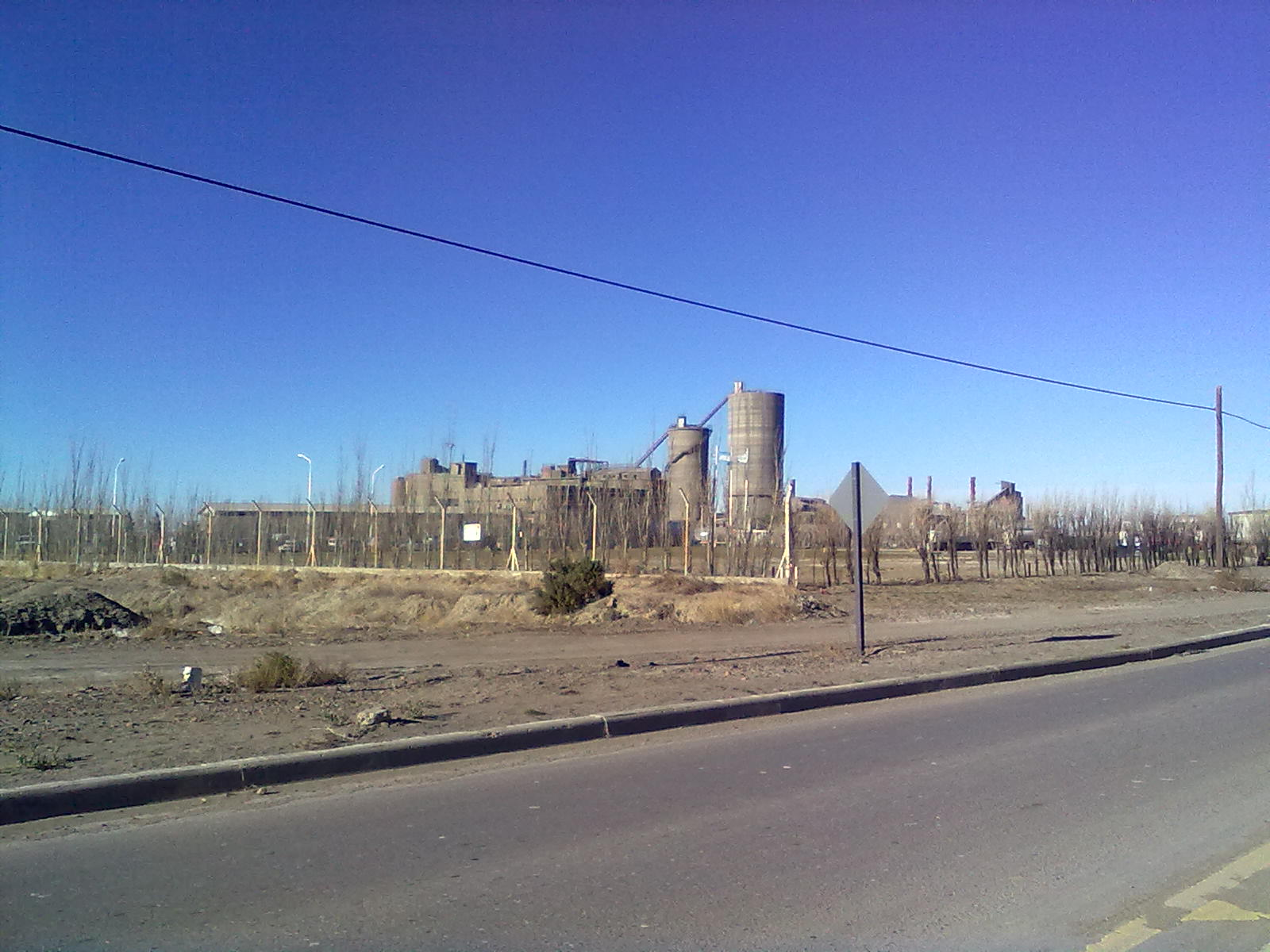
Planta cementera en Don Bosco de Comodoro Rivadavia.

El 28 de agosto de 2008, PCR recibió una multa de 6 000 000 de pesos por pactar precios, participaciones y otras condiciones comerciales junto a otras empresas cementeras entre julio de 1981 y agosto de 1999; el resto de cementeras implicadas son Loma Negra (empresa), Cementos Minetti (Holcim), Cementos Avellaneda, Cementos San Martín y la Asociación de Fabricantes de Cemento Pórtland. A mitad de 2012 la Cámara Federal de Casación Penal declaró inadmisibles los recursos interpuestos por las empresas contra una sentencia anterior y condenó al cártel cementero a pagar una multa de $ 300 000 000 por el intercambio de información competitivamente sensible, y consiguiente reparto del mercado argentino de cemento.
La defensa de las empresas cementera recurrió entonces a la Corte Suprema de Justicia desestimó los recursos que contra la sentencia de la Cámara Nacional de Apelaciones en lo Penal Económico había presentado la «Asociación de Fabricantes de Cemento Portland» en representación de las empresas. En contraste la corte estimó que era adecuado que el monto de las multas aplicadas, que ascendieran, en conjunto, a la suma de 308 millones de pesos. Este tipo de acuerdos es conocido en economía como cartel, por el que una colusión de empresas (habitualmente en situación de oligopolio) trata de generar una estructura de mercado de monopolio, con el fin de aumentar sus beneficios. Esta práctica ilegal permitía un reparto del mercado, con precios preacordados –inclusive en licitaciones de obras públicas– durante un extenso período que se habría extendido al menos entre 1981 y 1999.
En junio de 2011 la empresa recibió la petición de un grupo de presión con formado por los intendentes de Pico truncado, Las Heras y Puerto Deseado. Estos funcionarios reclamaron a la empresa que las exportaciones de cemento se efectúen por Puerto Deseado en vez del puerto de Comodoro. Esto se debe a que se anhela una independencia económica de Comodoro para lograr mayor desarrollo de esta parte de la provincia. La iniciativa no cuajó por el compromiso de Petroquímica con la cámara de empresas de Comodoro y a las limitaciones que posee el puerto como su falta de balanza, amén de la falta de organización de empresas de transporte de estas ciudades.
En un futuro está previsto que la planta de Truncado se beneficie de la reapertura del Ferrocarril Patagónico que transportaría a bajo costo su producción.
El 11 de diciembre de 2015 se suscitó otro inconveniente ante la justicia por un derrame petrolero de 80 metros cúbicos que afecta a unos 500 metros cuadrados en El Medanito, yacimiento bajo su explotación. La empresa agravó su pena al no informar a tiempo el accidente. 
Para marzo de 2016 la empresa fue obligada a pagar $10.928.550,66. En tanto, el gobierno de La Pampa acusó ala cementera de tener equipamiento viejo y de tener una actitud negligente y de desidia. La multa equivale a dos días y medio de producción de petróleo.
Para 2017 PRC desembarcó en Colombia produciendo gas natural y petróleo liviano a través de una asociación de empresas. Son 7 pozos productores. Esta participación en el país cafetero se hizo a través de asociación de empresas.
En el fin de década la empresa logró la adjudicación, en una licitación internacional, de dos bloques de exploración, Sahino y Arazá Este, ubicados en la Provincia de Sucumbíos, en la Región Amazónica de Ecuador. 

### Expansión

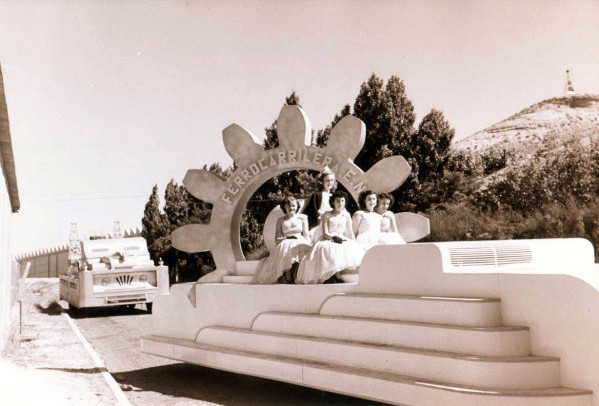
Carro alegórico que transporta la antigua reina de la empresa Petroquímica del barrio km 8.

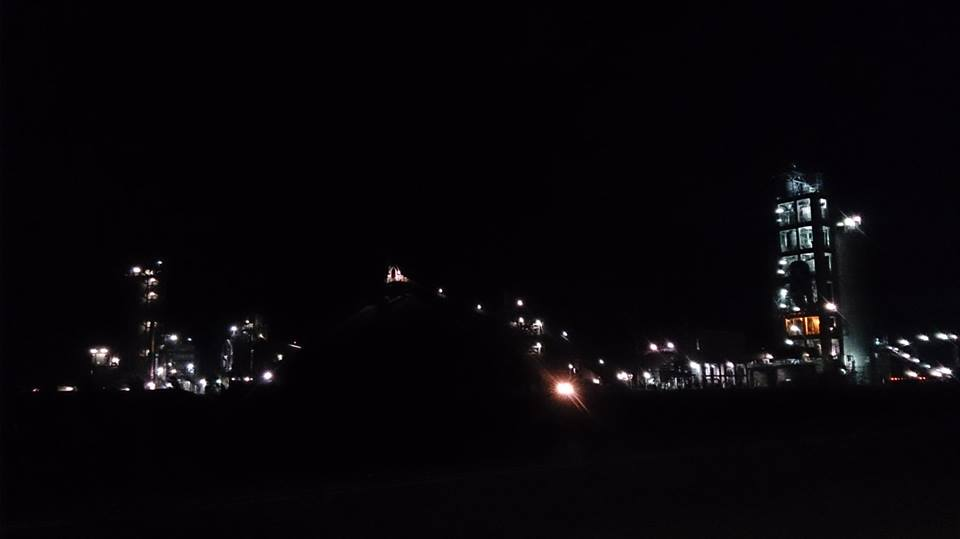
Las instalaciones de Petroquímica en el ingreso a Truncado con iluminación nocturna.

A partir de década de 2010 la empresa aceleró su diversificación y alcances de sus respectivas áreas:
En abril de 2010, se emitió un comunicado en el que la empresa declaraba estar estudiando la posibilidad de emitir «Obligaciones Negociables Clase 4», por un valor nominal de hasta 70 000 000 de pesos, como novedad a las tres clases ya existentes. Por las mismas fechas, la provincia de Mendoza ganó un juicio contra PCR por el que se le sentenció a pagar 10 millones de pesos. La demanda, presentada en noviembre de 1999 contra varias empresas petroleras, respondía a la liquidación como regalías del 8% de la producción en vez del 12%, como marca la ley del país.
PCR en 2016 informó que exporta menos del 15 % del total de su producción a países como Bolivia, Colombia y Ecuador. Mientras que la producción anual es del orden de las 450 000 t de cemento.
En tanto para 2019 logró ampliar su presencia en Ecuador con la adjudicación, en una licitación internacional, de dos bloques de exploración, Sahino y Arazá Este, ubicados en la provincia de Sucumbios, en la Región Amazónica.
Para 2024 la empresa describió su personal: 191 colaboradores en la zona de Comodoro y en Truncado son 211 los empleados en las cementeras. A estos números se le sumaron empleados de la parte de petróleo y de energías renovables que en total arrojaron 927 trabajadores. Además, la empresa informó que la planta de Comodoro está focalizada en despachos a granel, cemento para pozos, cemento de albañilería, adhesivos para pegar cerámicos y mampuestos (bloques de adoquines de hormigón) y elementos estructurales como viguetas. Sus productos en cementos para la construcción son exportados a Chile y Bolivia (Santa Cruz de la Sierra) tanto a granel como en bolsa. Por último, la empresa informó que las cuatro áreas de exploración y explotación petroleras en Ecuador producen  21.130 barriles de petróleo por día.

### División energías renovables
Desde 2016 PCR participa en proyectos de energía renovable. Tras ganar su primera licitación pública dentro del Programa RenovAr, que promueve el abastecimiento de energía eléctrica a partir de fuentes renovables, y por el cual construyó el Parque Eólico del Bicentenario I y II  en Jaramillo. Ambos parques eólicos Bicentenario I y Bicentenario II fueron habilitados comercialmente en marzo de 2019. 
En tanto, la empresa también opera el parque eólico San Jorge El Mataco que fue el primer proyecto eólico de Renovar 2 en lograr habilitación comercial.  En julio de 2020, PCR puso en operación su segundo proyecto eólico de 203,4 MW en el partido de Tornquinst, provincia de Buenos Aires.
Ambos parques eólicos volvieron a PCR el segundo mayor productor de energía eólica de Argentina con 830.000 MWh durante el segundo semestre de 2020. El ¨Parque Eólico del Bicentenario I y II¨ y ¨San Jorge El Mataco¨ tienen capacidad para abastecer 450.000 hogares.
Para 2022 se anunció un refuerzo de USD 70 millones a su acuerdo de inversión en infraestructura de energías renovables en el Parque Eólico San Luis Norte. La ampliación del proyecto prevé sumar una capacidad de 36 MW eólicos por encima de los 76,5 MW que ya se encuentran en ejecución, para lo que se adicionarán 8 turbinas  con tecnología Vestas a las 17 ya programadas. Adicionalmente, se prevé instalar en el mismo predio, generación solar por una capacidad de 18 MW. De esta manera, la inversión total llegará a USD 210 millones hasta el año 2023.  Este desarrollo permitirá disponer de una capacidad total de 112,5 MW. Esta importante obra posibilitará que ArcelorMittal Acindar alcance, para el segundo semestre de 2023, un abastecimiento superior al 30% de su demanda eléctrica por medio de fuentes renovables. Gracias a todas las inversiones en energías renovables, PCR espera alcanzar 527 MW operativos para fines de 2023.

## Estructura de la empresa
Posee 3 divisiones de operaciones:
- División de cementos: dedicada principalmente a la producción y distribución de materiales para la construcción como cementos, mampuestos y adoquines de hormigón y adhesivos. Para estos trabajos la empresa tiene una planta principal en Pico Truncado y una secundaria en Comodoro. En el sector de la construcción comercializa sus productos bajo las marcas Cementos Comodoro, Mampuestos Comodoro, Adoquines Comodoro y Adhesivos Lisot

- División de petróleo y gas: mantiene su histórica exploración y producción. Las operaciones dos yacimientos en la cuenca neuquina, uno en La Pampa (área El Medanito) y otro en Mendoza (El Sosneado). Además, la empresa se internacionalizó desde 1998 con explotaciones en Ecuador de los yacimientos Palanda-Yuca Sur y Pindo. A esto se le sumó desde 2017 participación de explotación en Colombia.

- División de energías renovables: creada en 2016 a partir de la construcción de los parques eólicos Bicentenario I, Bicentenario II y San Jorge El Mataco, los cuales suman una potencia total de 329 MW. En noviembre de 2021 la empresa fue adjudicada con prioridad de despacho para la construcción de otros 3 parques eólicos: Mataco III (36 MW), Vivoratá (49,5 MW) y San Luis Norte (76,5 MW) en este último caso, cuya construcción será llevada adelante en asociación con Acindar. Para finales de 2023 la empresa espera tener en operación al menos 491 MW de potencia total.

## Ubicación geográfica
La empresa dispone de varias plantas, explotaciones y oficinas repartidas por América del Sur: en Argentina, explotaciones petroleras y gasíferas, además de cementeras y fábricas para derivados de hormigón y adhesivos. En años recientes inauguró una nueva planta en Pico Truncado. En Ecuador posee explotaciones petroleras y en Chile, cementeras y fábricas para derivados.